# 运维
运维 （英文：Ops），又称运维工程师，是对技术类运营维护人员的统称。运维人员的职责是根据业务需要规划信息、网络、服务，通过网络监控、事件预警、业务调度、排障升级等手段，使服务处于长期稳定可用状态。

## 职业分工
在互联网行业常见的组织架构中，运维与开发，测试都是基本的的技术岗位。从时间环节来讲，开发与测试从事的主要是在软件或服务上线投入使用前的工作，而运维则主要从事上线后的维护工作（运维开发除外）。从运维工作本身又可细分为如下分类：
- IT 运维
- 网络运维
- 业务运维
- 运维开发

## 技能树
- Linux
- NGINX,APACHE,TOMCAT
- Keepalive,Haproxy
- MYSQL,REDIS,Memcached,MONGDB
- ZABBIX,Prometheus,Grafana
- ELK Stack
- Docker,Kubernetes
- ANSIBLE,JENKINS
- To touch the fish